# Oxford Classical Texts
Oxford Classical Texts (OCT) eller Scriptorum Classicorum Bibliotheca Oxoniensis er en bogserie der udgives af Oxford University Press. Serien indeholder mange af de bedst kendte tekster på oldgræsk og latin, bl.a. Homers Odyssé og Iliade, Vergils Æneide på originalsproget med et tekstkritisk apparat. Naturvidenskabelige og matematiske værker såsom Euklids Elementer er normalt ikke repræsenteret. Da bøgerne primært er beregnet til brug af studerende og fagfolk indenfor den klassiske filologi, er forordet og noterne normalt skrevet på latin (dvs. bøgerne er skrevet på et klassisk sprog fra ende til anden). De indeholder ingen oversættelser eller forklarende noter. Nogle af de nyeste bind (startende med Lloyd-Jones og Wilsons udgave af Sofokles fra 1990) har brudt med traditionen og indeholder en introduktion på engelsk (dog er det kritiske apparat stadig på latin).
Bibliotheca Teubneriana er en serie med det samme mål som OCT. De der ønsker hjælp når de læser klassikerne, vil nok foretrække udgaver enten fra Loeb Classical Library der indeholder engelske oversættelser på den modstående side eller fra Collection Budé der indeholder en fransk oversættelse på den modstående side.

## Eksterne links
- Oxford Classical Texts hos Oxford University Press Arkiveret 23. september 2006 hos  Wayback Machine
- Budé-serien hos Les Belles Lettres